# Инаугурация президента Российской Федерации

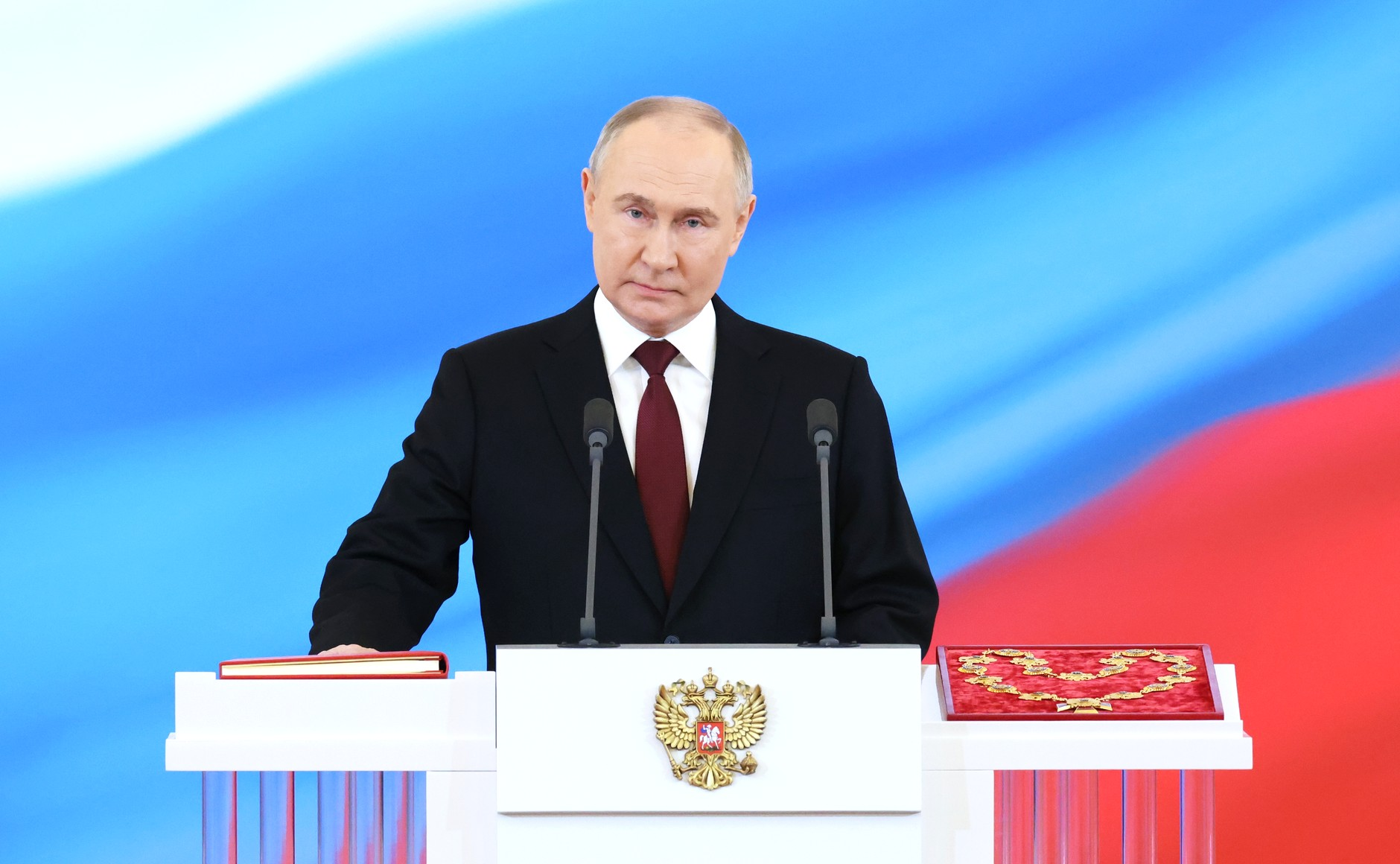
Владимир Путин на инаугурации 7 мая 2024 года

Инаугура́ция Президе́нта Росси́йской Федера́ции — торжественная церемония вступления в должность главы Российской Федерации, проводящаяся в день истечения шести лет со дня вступления в должность президента России, избранного на предыдущих выборах, или на 30-й день после оглашения Центральной избирательной комиссией Российской Федерации общих результатов выборов президента России.
С 2000 года она проводится в Большом Кремлёвском дворце Московского Кремля. Церемония инаугурации президента России с 2000 года традиционно сопровождается праздничным молебном патриарха Московского и Всея Руси.

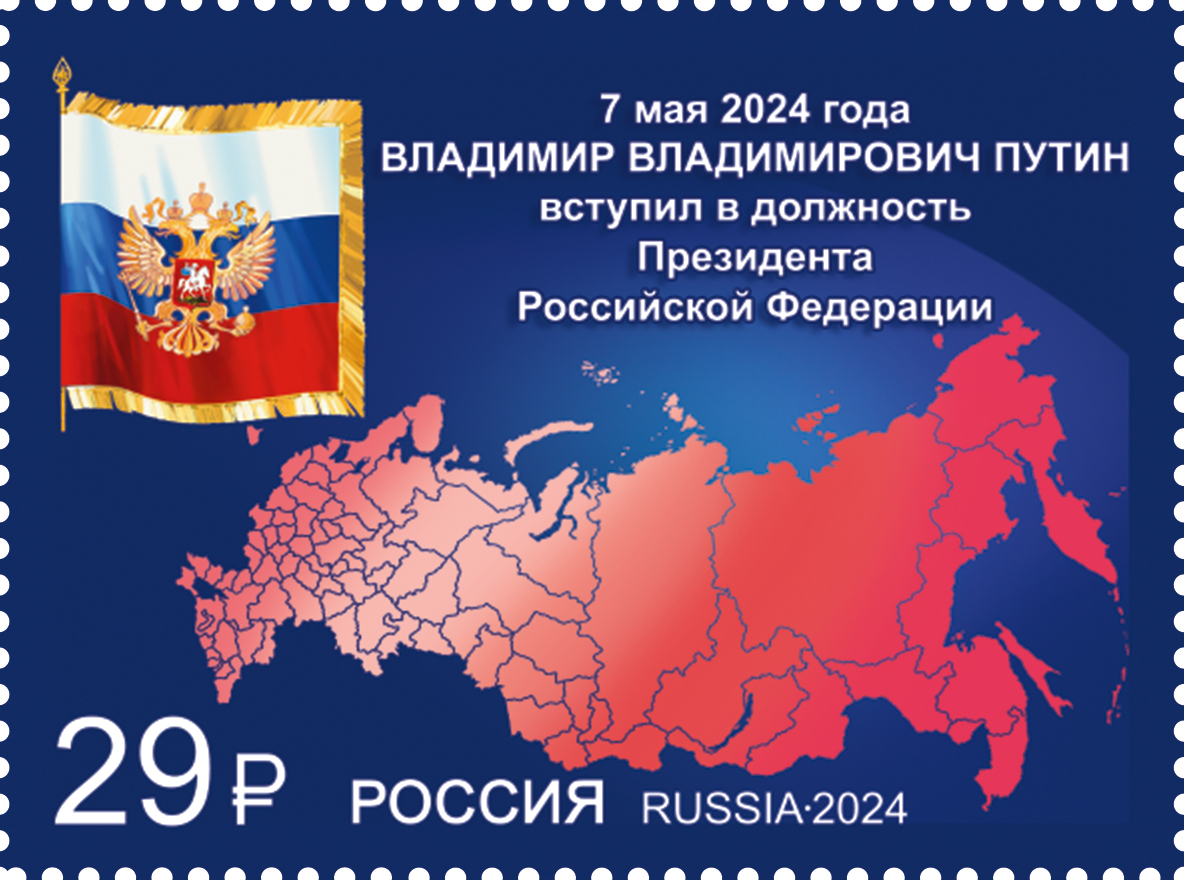
Марка Почты России, 2024 год

## Место проведения
Первая инаугурация российского президента Бориса Ельцина состоялась 10 июля 1991 года в Кремлёвском дворце съездов, переименованным в 1992 году в Государственный Кремлёвский дворец. Там же прошла его вторая инаугурация 9 августа 1996 года.
Инаугурация второго президента России Владимира Путина прошла 7 мая 2000 года в Большом Кремлёвском дворце. Эта же резиденция используется для подобных торжеств до сих пор. Последняя инаугурация на пятый срок президента России прошла здесь 7 мая 2024 года

## Порядок проведения

Штандарт президента Российской Федерации

Статьёй 82 Конституции Российской Федерации определяется, что при вступлении в должность Президент России приносит народу присягу в торжественной обстановке, в присутствии сенаторов Российской Федерации, депутатов Государственной думы и судей Конституционного суда. Иные условия законодательством не регламентируются, поэтому допускается любой сценарий инаугурации при условии обязательного наличия во время церемонии обозначенных Конституцией Российской Федерации участников.
Помимо обозначенных в Конституции лиц, на церемонии инаугурации обычно присутствуют другие лица, составляющие российский истеблишмент: Председатель правительства РФ, федеральные министры, руководители федеральных служб и агентств, руководство прокуратуры, следственного комитета, руководители регионов, лидеры основных религиозных конфессий, видные деятели спорта, искусства, науки, бизнеса, представители поддерживающих действующую власть общественных и молодёжных организаций. Количество приглашенных постоянно увеличивается, первоначально они размещались в залах Большого кремлёвского дворца, в 2018 году часть гостей смотрела церемонию на мониторе на Соборной площади.
(президиум), на котором устанавливается трибуна.

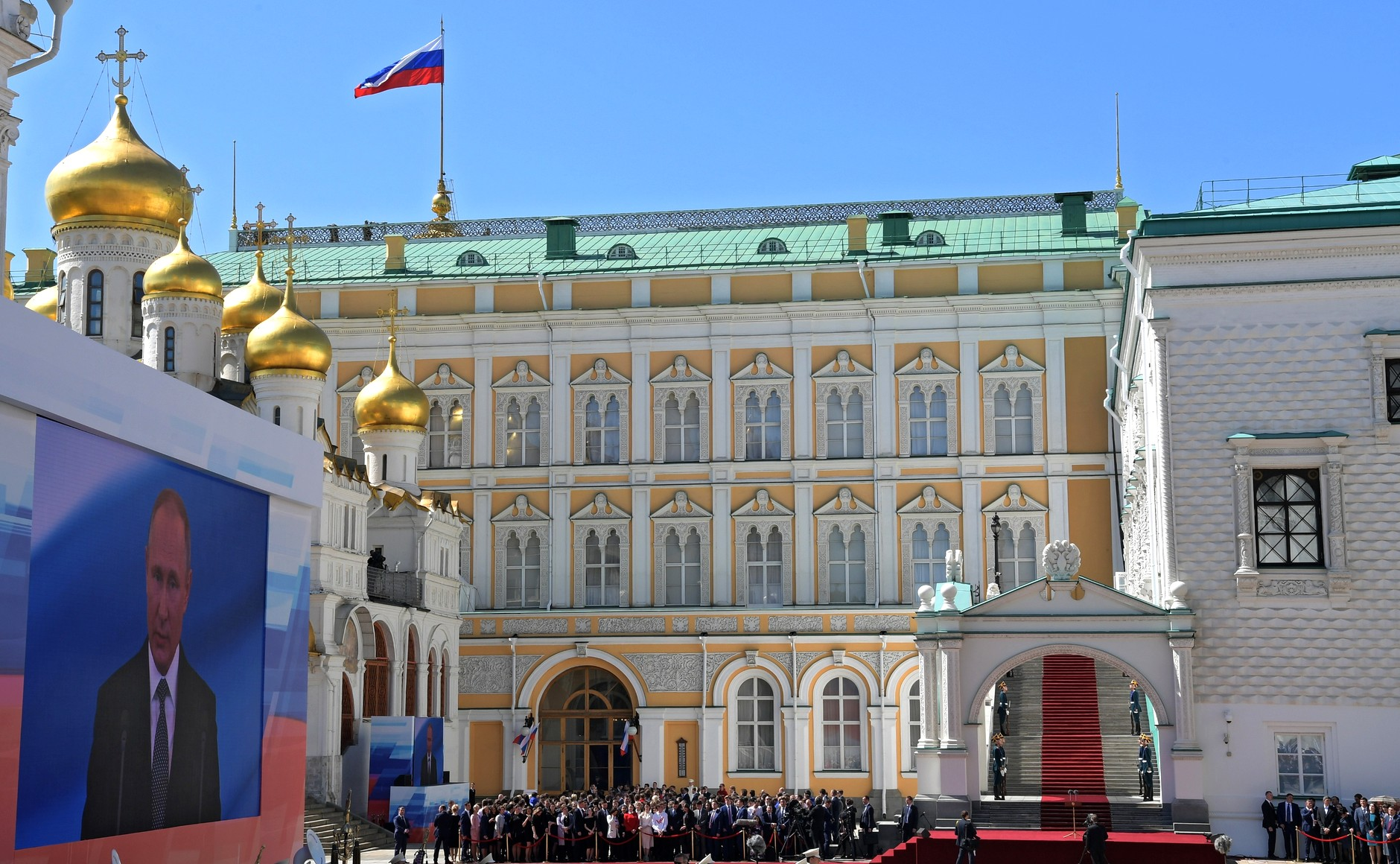
Соборная площадь. 7 мая 2018 года. Представители молодёжных организаций, приглашённые на инаугурацию, смотрят церемонию на мониторе

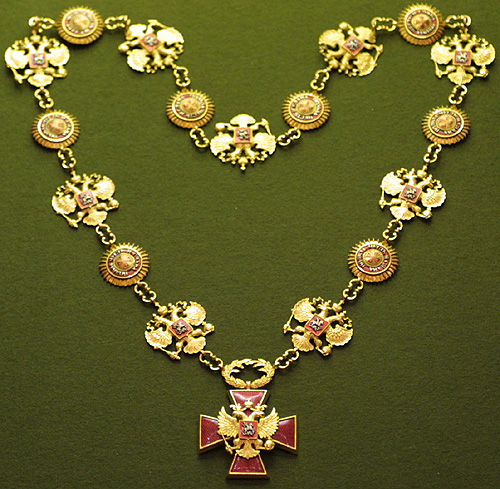
Знак президента Российской Федерации

 18 апреля 1996 года депутатами Государственной думы был разработан и внесён на рассмотрение в Государственную думу в итоге не принятый проект федерального закона «О вступлении в должность вновь избранного президента Российской Федерации» (№ 96700069-2). Второй главой законопроекта были определены основные параметры вступления в должность (принесения присяги): место проведения (Московский Кремль), участники, передача символов президентской власти, обязанность всех государственных телекомпаний вести трансляцию церемонии в прямом эфире. К слову, обозначенные в законопроекте символы власти — это штандарт президента и печать с гербом России и надписью «Президент Российской Федерации» (в настоящее время печать не передаётся во время церемонии инаугурации и не входит в число символов президентской власти). Однако законопроект был дважды отклонён: 20 июня 1996 года — президентом, а после внесённых поправок с учётом предложений главы государства 17 июля 1996 года — Советом Федерации. В 2004 году окончательно снят с рассмотрения Государственной думы.

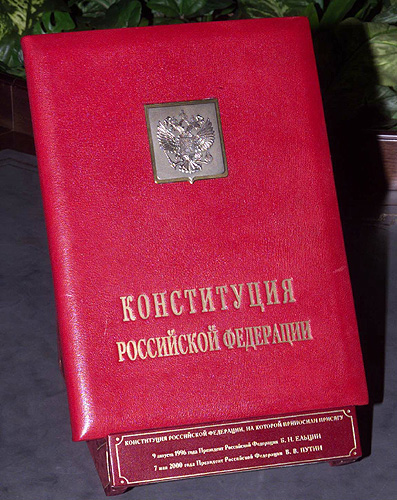
Специальный экземпляр Конституции Российской Федерации

Сценарий церемонии постепенно совершенствуется и дополняется. Первоначально он был разработан для вступления в должность президента Бориса Ельцина.

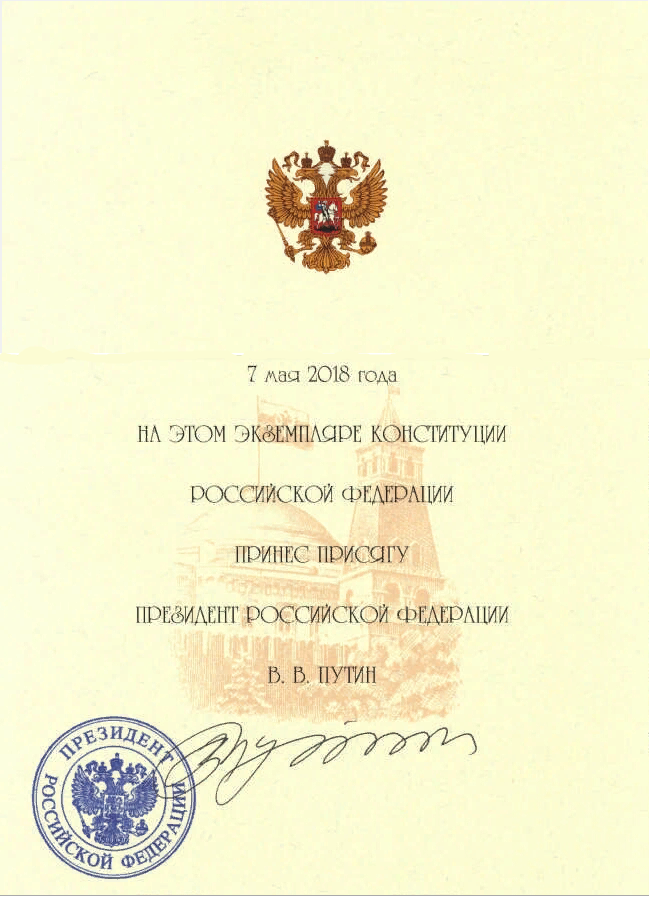
Акт, свидетельствующий о принесении Президентом Российской Федерации присяги от 7 мая 2018 г.

 6 мая 2000 года в него была внесена первая существенная поправка, заключавшаяся в переносе места проведения: из Государственного Кремлёвского дворца в Большой Кремлёвский дворец. Вторая поправка внесена накануне инаугурации президента России 2008 года — она предусматривала участие в церемонии уходящего с поста президента России.

### Дата проведения
Первоначально датой церемонии вступления президента России в должность определили 30-й день с момента официального объявления итогов голосования на выборах президента России. На практике к этому порядку прибегали три раза: в 1991 году (должность президента РСФСР была учреждена и церемония проводилась впервые), в 1996 году (для определения победителя потребовался второй тур и церемонию отложили до августа, отчего срок первого президентства Б. Н. Ельцина увеличился на месяц и составил 5 лет и месяц без одного дня), и в 2000 году (полномочия Б. Н. Ельцина прекращены досрочно в связи с его отставкой и выборы президента России 2000 г. были досрочными).
С 2003 года Федеральным законом Российской Федерации «О выборах Президента Российской Федерации» была закреплена норма, по которой президент вступает в должность в день, когда истекает шестилетний (четырёхлетний — до принятия поправок в Конституцию в декабре 2008 года) срок полномочий предыдущего президента. Старая норма по тому же закону может быть использована, если состоятся досрочные выборы или если ко дню истечения шести лет со дня вступления в должность президента Российской Федерации, избранного на предыдущих выборах, будет назначено повторное голосование по выборам президента.
С 2000 года церемония всегда проводилась в день окончания срока полномочий действующего президента (2004, 2008, 2012, 2018, 2024) — 7 мая, независимо от того, за сколько дней до церемонии проводились выборы и официально объявлялись их результаты.

### Сценарий инаугурации президента Российской Федерации
С 2000 года инаугурация проводится в Андреевском зале Большого Кремлёвского дворца. При этом гости располагаются в Георгиевском, Александровском и Андреевском залах. В Андреевском зале сооружается невысокий подиум (президиум), на котором устанавливается трибуна.
Приведённый ниже сценарий инаугурации с 2008 года предусматривает участие уходящего и избранного президента России. В случае переизбрания действующего президента пункты 4 и 6 исключаются из сценария.
1. Через Георгиевский и Александровский залы в Андреевский зал проходят солдаты Президентского полка с Государственным флагом Российской Федерации, Штандартом президента России, Специальным экземпляром Конституции Российской Федерации и Знаком президента Российской Федерации.
2. Специальный экземпляр Конституции Российской Федерации и Знак президента Российской Федерации размещаются на трибуне, где глава государства будет принимать присягу. При этом Конституция размещается по правую руку, а знак — по левую.
3. К трибуне поднимаются председатель Конституционного суда, председатель Совета Федерации и председатель Государственной думы.
4. Из рабочего кабинета в Большой Кремлёвский дворец пешком прибывает действующий президент Российской Федерации. Он проходит через Соборную площадь, где приветствует построенный президентский полк и входит в Большой Кремлёвский дворец через Красное крыльцо.
5. Вновь избранный президент России заезжает в Кремль через Спасские ворота[13]. Его кортеж проезжает Спасскую улицу, Ивановскую площадь и останавливается у входа в Большой Кремлёвский дворец на Боровицкой улице, где избранного президента России приветствует комендант Кремля. Избранный президент пожимает коменданту руку и поднимается по парадной лестнице дворца под фанфару П. Овсянникова «Наш президент». С первым ударом Кремлёвских курантов, отбивающих полдень, под торжественную музыку (с 2008 года — под Коронационный марш[англ.]П. И. Чайковского) он проходит через Георгиевский и Александровский залы и поднимается на подиум.
6. Действующий президент Российской Федерации выступает с речью, в которой подводит итоги своей работы и объявляет о том, что знаки президентской власти передаются вновь избранному президенту РФ.
7. Председатель Конституционного суда поясняет содержание части 2 статьи 82 Конституции и просит вновь избранного президента принести присягу.
8. Вступающий в должность глава государства, положив правую руку на Специальный экземпляр Конституции Российской Федерации, произносит текст присяги. После этого президент России считается вступившим в должность.
9. Председатель Конституционного суда объявляет о вступлении в должность президента.
10. В зале звучит Гимн России, а над резиденцией президента в Москве поднимается дубликат штандарта президента России.
11. Президент России выступает с коротким обращением к гражданам России.
12. Со стороны Кремлёвской набережной производится 30 торжественных залпов холостыми зарядами из артиллерийских орудий (две батареи по девять орудий), осуществляемые 449-м отдельным салютным дивизионом Западного военного округа[14].
13. Президент Российской Федерации покидает Андреевский зал и выходит на Соборную площадь, где принимает парад президентского полка.

### Парад Президентского полка

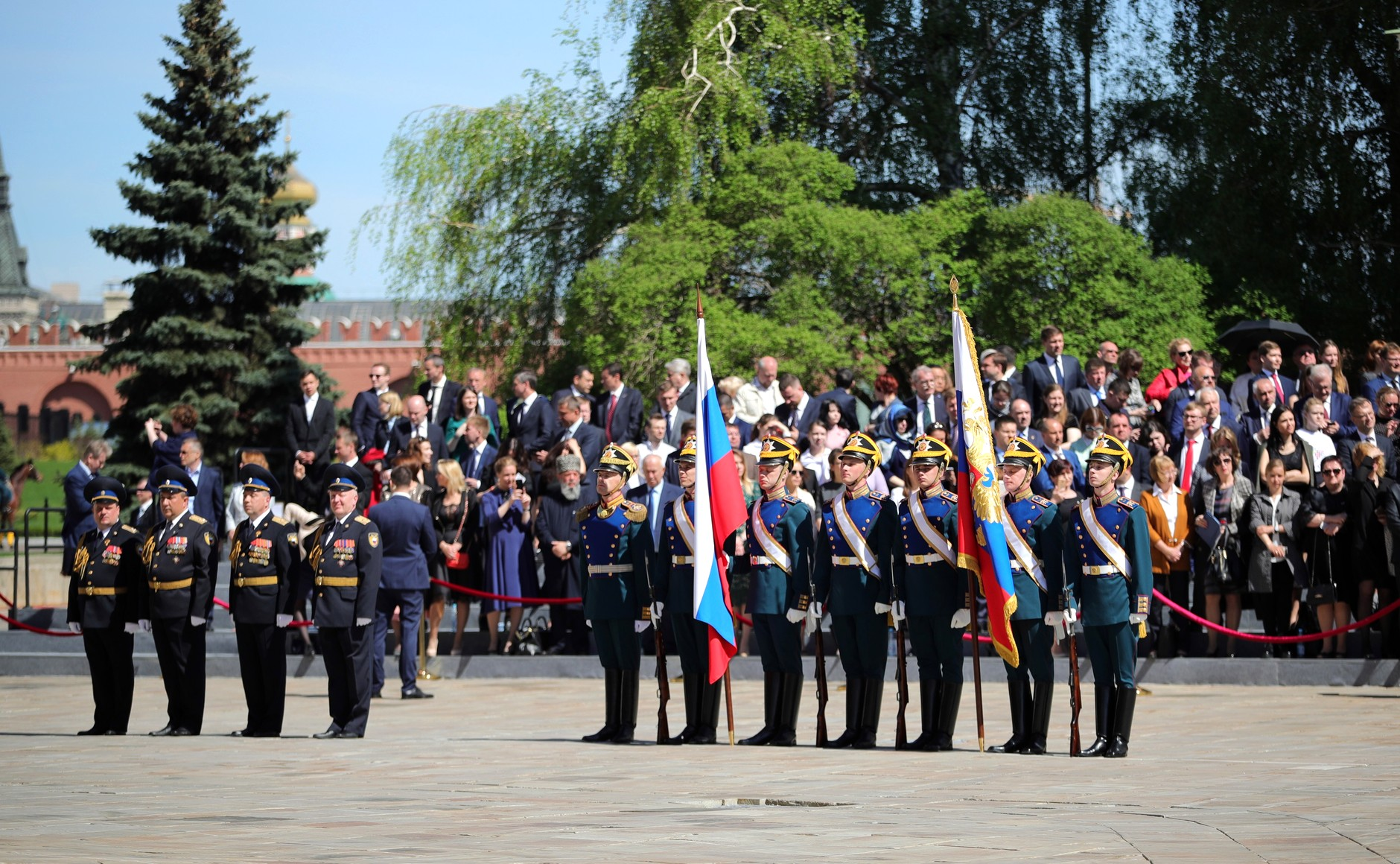
Солдаты Президентского полка в униформе солдат Русской императорской армии 1812 года с флагом России и штандартом президента России

День инаугурации в пятый раз традиционно сопровождается парадом Президентского полка. 7 мая считается днём его основания. Вступивший в должность президент принимает парад и поздравляет полк с очередной годовщиной создания. В 2018 году Владимир Путин поздравил полк с 82-летием со дня его основания. Во время инаугурации полк выполняет представительские функции и сопровождает президента от начала до конца мероприятия.

### Текст присяги президента Российской Федерации
Текст присяги президента России закреплён в статье 82 Конституции Российской Федерации, принятой в 1993 году, и состоит из 33 слов (включая 6 союзов «и»):
Клянусь при осуществлении полномочий президента Российской Федерации уважать и охранять права и свободы человека и гражданина, соблюдать и защищать Конституцию Российской Федерации, защищать суверенитет и независимость, безопасность и целостность государства, верно служить народу.

#### Прошлые варианты присяги
Борис Ельцин при вступлении на должность президента РСФСР в 1991 году зачитывал присягу Конституции РСФСР 1978 г., текстуально отличную от действующей:
Клянусь при осуществлении полномочий президента Российской Советской Федеративной Социалистической Республики соблюдать Конституцию и законы РСФСР, защищать её суверенитет, уважать и охранять права и свободы человека и гражданина, права народов РСФСР и добросовестно исполнять возложенные на меня народом обязанности.
Этот же текст присяги (с учётом изменения официального названия страны с «РСФСР» на «Российская Федерация») зачитал вице-президент Александр Руцкой, находясь в Доме Советов России во время конституционного кризиса в ночь с 21 на 22 сентября 1993 года (хотя действовавшая на тот момент Конституция не предусматривала такой процедуры для и. о. президента, а его полномочия президентом России Борисом Ельциным и другими институтами государственной власти не признавались).
Конституция СССР после создания поста президента СССР в марте 1990 года предусматривала необходимость принесения присяги, но не устанавливала её текста. При вступлении Михаила Горбачёва в должность президента СССР 15 марта 1990 года им был произнесён следующий текст:
Торжественно клянусь верно служить народам нашей страны, строго следовать Конституции СССР, гарантировать права и свободы граждан, добросовестно выполнять возложенные на меня высокие обязанности президента СССР.

### Организация церемонии
Процедура инаугурации репетируется несколько дней перед её проведением с участием сотрудников Первого канала российского телевидения, статистов, изображающих главных действующих лиц, и многочисленной «массовки».

#### Казусы
Несмотря на репетиции, случаются организационные казусы. На выходе членов президиума иногда звучат аплодисменты, хотя считается, что на церемонии аплодисменты не приняты. Несмотря на простоту церемонии, участники иногда теряются. И в 2012, и в 2018 году возникала пауза перед словом председателя конституционного суда Валерия Зорькина. В обоих случаях он начинал говорить лишь после одобрительного жеста рукой вступавшего оба раза в должность президента Владимира Путина. Новый лимузин «Кортеж» проехал от резиденции президента России в Кремле до Большого Кремлёвского дворца, по разным оценкам, от 200 до 600 метров, которые, если позволяет погода, можно было пройти пешим ходом. Обратно с места проведения инаугурации в рабочий кабинет Владимир Путин отправился пешком.

## Список инаугураций
| Вступивший в должность                              | Описание церемонии | Видео | Примечания |
| --------------------------------------------------- | --- | ----- | --- |
| Борис Ельцин (вступил в должность президента РСФСР) | Церемония состоялась 10 июля 1991 года в Кремлёвском дворце съездов. На сцене находился Председатель Верховного Совета РСФСР Руслан Хасбулатов. Церемония сразу началась с присяги. Во время её принесения Борис Ельцин держал правую руку на груди. Перед самой присягой он произнёс обращение: «Граждане Российской Федерации», хотя в текст присяги оно не входило. На текст присяги Ельцин взглянул только один раз, большую часть текста произнося по памяти. После присяги звучала «Патриотическая песня» (автор: Михаил Глинка, 1833 год), которая являлась официальным Гимном России с 23 ноября 1990 года по 25 декабря 2000 года. После гимна слово было предоставлено Патриарху Московскому и всея Руси Алексию II и президенту СССР Михаилу Горбачёву. Церемония закончилась исполнением хора «Славься». | Видео | Борис Ельцин вступил в должность президента РСФСР и находился в этой должности по счёту первым и последним. Кроме того, Борис Ельцин представлялся диктором-распорядителем церемонии, как президент Российской Федерации, хотя официально до декабря 1991 года российское государство называлось Российской Советской Федеративной Социалистической Республикой. Сам Борис Ельцин тоже называл граждан страны, в частности, перед принесением им присяги, гражданами Российской Федерации. |
| Борис Ельцин (переизбран)                           | Церемония состоялась 9 августа 1996 года в Государственном Кремлёвском дворце. На сцене присутствовали Председатель Конституционного суда Российской Федерации Владимир Туманов, председатель Центральной избирательной комиссии Российской Федерации Николай Рябов, Председатель Правительства Российской Федерации Виктор Черномырдин, Председатель Совета Федерации Егор Строев, Председатель Государственной Думы Геннадий Селезнёв, Патриарх Алексий II. Церемония началась с выноса на сцену солдатами Кремлёвского полка Государственного флага Российской Федерации, Штандарта президента Российской Федерации, специального экземпляра Конституции Российской Федерации и Знака президента Российской Федерации. Перед принесением присяги председатель Центральной избирательной комиссии России объявил итоги выборов и вручил Борису Ельцину удостоверение президента России, затем председатель Конституционного суда Владимир Туманов пояснил суть процедуры принесения присяги и попросил Бориса Ельцина принести присягу. После присяги глава Совета Федерации Егор Строев возложил на Ельцина Знак президента, после этого с напутственным словом к президенту обратился Патриарх Алексий II. | Видео | Сценарий церемонии был значительно переработан. Все последующие церемонии основывались на этой. Впервые в современной истории России при инаугурации глава государства присягал на Конституции Российской Федерации. |
| Владимир Путин                                      | Церемония состоялась 7 мая 2000 года в Большом Кремлёвском дворце. В президиуме присутствовали Председатель Конституционного суда Российской Федерации Марат Баглай, бывший президент России Борис Ельцин, Председатель Совета Федерации Егор Строев, Председатель Государственной Думы Геннадий Селезнёв, председатель Центральной избирательной комиссии России Александр Вешняков. Борис Ельцин был объявлен как «Первый президент Российской Федерации» и появился из дверей, ведущих в Кавалергардский зал, откуда выходят члены президиума. Так как Ельцин сложил с себя президентские полномочия за несколько месяцев до избрания Владимира Путина на пост президента, формально он присутствовал на церемонии как гость. Однако Ельцин находился на сцене, после присяги выступил с речью и вручил знаки президентской власти Владимиру Путину, то есть фактически участвовал в церемонии, как лицо, уходящее с поста президента. | Видео | Впервые церемония прошла в восстановленном Андреевском зале Большого Кремлёвского дворца. Впервые на церемонии присутствовало лицо, передающее знаки президентской власти. Все те из гостей, которым по службе следует носить форму, были одеты в соответствующую служебную форму. Председатель и судьи Конституционного суда были одеты в судейские мантии. Поправками в процесс инаугурации от 6 мая 2000 г. из президиума были исключены председатель Правительства России (Владимир Путин совмещал посты президента и главы правительства, но и впредь председатель правительства не приглашался в президиум, поскольку сразу после инаугурации он должен слагать свои полномочия) и Патриарх Московский и Всея Руси (было учтено положение Конституции России, по которому церковь отделена от государства). |
| Владимир Путин (переизбран)                         | Церемония состоялась 7 мая 2004 года в Большом Кремлёвском дворце. В президиуме присутствовали Председатель Конституционного суда Российской Федерации Валерий Зорькин, Председатель Совета Федерации Сергей Миронов, Председатель Государственной Думы Борис Грызлов. | Видео | Из президиума исключён председатель Центральной избирательной комиссии России, его функция ранее заключалась в объявлении итогов выборов. |
| Дмитрий Медведев                                    | Церемония состоялась 7 мая 2008 года в Большом Кремлёвском дворце. В президиуме присутствовали Председатель Конституционного суда Российской Федерации Валерий Зорькин, Председатель Совета Федерации Сергей Миронов, Председатель Государственной Думы Борис Грызлов, уходящий президент Российской Федерации Владимир Путин. После прибытия в Андреевский зал избранного на выборах президента России Дмитрия Медведева Владимир Путин выступил с речью, после которой Дмитрий Медведев принёс присягу. После присяги и речи Дмитрия Медведева старый и новый президенты вышли на Соборную площадь и приняли парад президентского полка. | Видео | Впервые сценарием вступления в должность главы государства предусмотрено одновременное участие в процедуре уходящего президента и вновь избранного. Сокращена функция председателя конституционного суда: до этого он брал с рук солдат президентского полка Конституцию России и Знак президента и размещал их на трибуне, теперь солдаты делают это сами. Владимир Путин прибыл на церемонию пешком из своего рабочего кабинета в Сенатском дворце. Перед входом в Большой Кремлёвский дворец со стороны Красного крыльца он, в соответствии с расширенным сценарием инаугурации, поприветствовал построенный для этой цели президентский полк, заложив тем самым новый элемент в церемонию. После церемонии этот же полк приветствовал уже вступивший в должность президент.                                   |
| Владимир Путин                                      | Церемония состоялась 7 мая 2012 года в Большом Кремлёвском дворце. В президиуме присутствовали Председатель Конституционного суда Российской Федерации Валерий Зорькин, председатель Совета Федерации Валентина Матвиенко, Председатель Государственной Думы Сергей Нарышкин, уходящий президент Российской Федерации Дмитрий Медведев. Владимир Путин прибыл на церемонию с места своей предыдущей должности — из Дома Правительства России. По аналогии с инаугурацией 2008 года, после речи Дмитрия Медведева избранный президент России Владимир Путин принёс присягу, затем прочитал свою речь. После этого он и Дмитрий Медведев приняли парад президентского полка. | Видео | На предыдущих церемониях телевидение не акцентировало место, откуда приезжает вновь избранный президент, кортеж начинали показывать при движении по Кремлёвской набережной. В этот раз был показан полный путь от Белого дома по Новому Арбату, Гоголевскому бульвару, Пречистенской и Кремлёвской набережным. В день инаугурации были приняты повышенные меры безопасности в центре Москвы, улицы были очищены от людей. |
| Владимир Путин (переизбран)                         | Церемония состоялась 7 мая 2018 года в Большом Кремлёвском дворце. В президиуме присутствовали Председатель Конституционного суда Российской Федерации Валерий Зорькин, Председатель Совета Федерации Валентина Матвиенко, Председатель Государственной Думы Вячеслав Володин. | Видео | На этой церемонии не были открыты Спасские ворота. Путин прибывал на церемонию со своего рабочего места в Сенатском дворце, поэтому выезд на городские улицы с учётом опыта прошлой инаугурации посчитали излишним. Путь из резиденции до места инаугурации длиной 600 метров, который можно пройти пешком, был проделан на впервые представленном публике лимузине проекта Кортеж. После того, как Путин произнес свою речь, он покинул Андреевский зал, пройдя через Кавалергардский зал, а на предыдущих церемониях избранный президент уходил тем же путём, что и пришёл — через Александровский и Георгиевский залы. На церемонию было приглашено около 6000 гостей. Часть из них находились на Соборной площади и наблюдали за церемонией с экрана. После парада Владимир Путин пообщался с ними.           |
| Владимир Путин (переизбран)                         | Церемония состоялась 7 мая 2024 года в Большом Кремлёвском дворце. В президиуме присутствовали Председатель Конституционного суда Российской Федерации Валерий Зорькин, Председатель Совета Федерации Валентина Матвиенко, Председатель Государственной Думы Вячеслав Володин. | Видео | Путин прибыл на церемонию из своего рабочего кабинета в Сенатском дворце на обновленной версии автомобиля российской марки Aurus Senat. После того, как Путин произнес свою речь, он вышел через святые сени и красное крыльцо к Президентскому полку на Соборной площади. После смотра Президентского полка Путин перешел в Благовещенский собор, где Патриарх Кирилл отслужил благодарственный молебен. На церемонию инаугурации было приглашено около 2600 гостей. |